# براد جونز (لاعب هوكي الجليد)
براد جونز (بالإنجليزية: Brad Jones)‏ هو لاعب هوكي الجليد أمريكي، ولد في 26 يونيو 1965 في ستيرلينغ هايتس في الولايات المتحدة.

## وصلات خارجية
- براد جونز على موقع دوري الهوكي الوطني (الإنجليزية)
- براد جونز على موقع قاعة مشاهير الهوكي (لاعب أن.إتش.أل) (الإنجليزية)
- براد جونز على موقع EliteProspects.com (الإنجليزية)
- براد جونز على موقع HockeyDB.com (الإنجليزية)
- براد جونز على موقع Hockey-Reference.com (الإنجليزية)